# Марко Завишић
Марко Завишић (1834. — 1854.) био је српски сликар и иконописац из Добрице.

## Биографија
Марко Завишић је припадао школи Константина Данила. Марко је у раном детињству, после једног несрећног пада остао сакат. Свој кратак живот проживео је уз помоћ штака. Према причању његовог биографа и пријатеља Лазара Николића, управо захваљујући тој несрећи био је необично посвећен и брзо је напредовао у слкарству.